# Гизоначча
Гизоначча (фр. Ghisonaccia, корс. Ghisunaccia) — коммуна во Франции, находится в регионе Корсика. Департамент коммуны — Верхняя Корсика. Входит в состав кантона Гизони. Округ коммуны — Бастия.
Код INSEE коммуны — 2B123.

## Население
Население коммуны на 2008 год составляло 3515 человек.
| 1962 | 1968 | 1975 | 1982 | 1990 | 1999 | 2008 |
| ---- | ---- | ---- | ---- | ---- | ---- | ---- |
| 1540 | 2473 | 3240 | 3297 | 3270 | 3168 | 3515 |

## Экономика

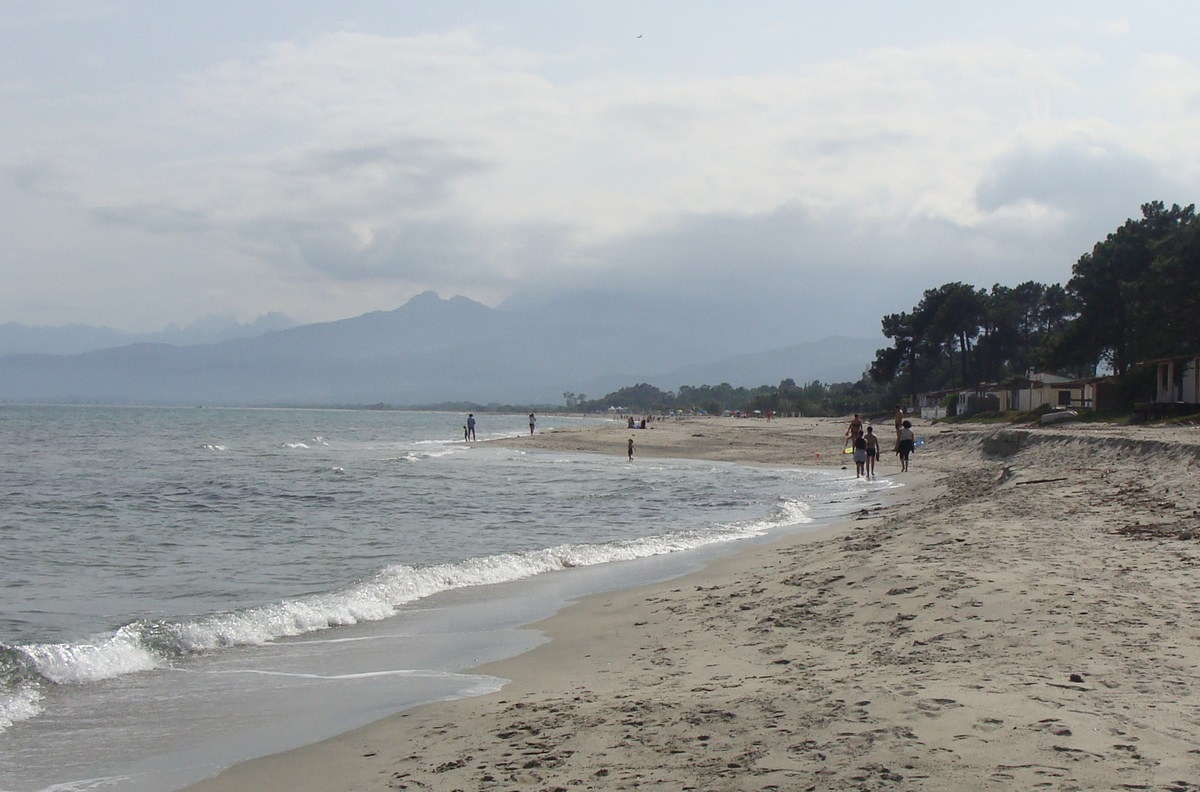
Пляж

В 2007 году среди 2127 человек в трудоспособном возрасте (15—64 лет) 1367 были экономически активными, 760 — неактивными (показатель активности — 64,3 %, в 1999 году было 60,8 %). Из 1367 активных работали 1165 человек (727 мужчин и 438 женщин), безработных было 202 (87 мужчин и 115 женщин). Среди 760 неактивных 188 человек были учащимися или студентами, 135 — пенсионерами, 437 были неактивными по другим причинам.